# التانا (کویاویان-پامرانیان)
التانا، کویاویان-پامرانیان، ویوودشیپ (به لاتین: Altana, Kuyavian-Pomeranian Voivodeship) یک منطقهٔ مسکونی در لهستان است که در Gmina Dobre, Kuyavian-Pomeranian Voivodeship واقع شده‌است.
التانا، کویاویان-پامرانیان، ویوودشیپ تنها ۷۹نفر جمعیت دارد.

## خصوصیات
التانا ۷۰ نفر جمعیت دارد.